# TuS Rot-Weiß Koblenz
Der Turn- und Sportfreunde Rot-Weiß Koblenz e. V., kurz TuS Rot-Weiß Koblenz oder einfach nur Rot-Weiß Koblenz, ist ein Sportverein aus Koblenz. Die Leichtathletikabteilung brachte in den 1940er und 1950er Jahren zahlreiche deutsche Meister hervor. Die erste Fußballmannschaft der Männer stieg im Jahr 2019 in die Regionalliga Südwest auf und qualifizierte sich einmal für den DFB-Pokal. Die erste Fußballmannschaft der Frauen spielte drei Jahre in der Regionalliga Südwest. Zum 1. Juli 2021 wurde die Fußballabteilung in den eigenständigen FC Rot-Weiß Koblenz ausgegliedert.

## Geschichte
Der Verein wurde am 14. Juni 1947 gegründet, als der im Jahre 1860 gegründeten Koblenzer TSC mit der TG Koblenz und dem VfL 06/07 Koblenz fusionierten. Ursprünglich hieß der neu gegründete Verein Sportfreunde Rot-Weiß Koblenz. Die Verwendung des Wortes Turnen im Vereinsnamen wurde von der französischen Militärregierung untersagt. Erst im März 1951 nahm der Verein seinen heutigen Namen an.
Der Verein hat folgende Abteilungen: Badminton, Behindertensport, Boxen, Faustball, Hockey, Judo, Karate, Kendo, Kinderturnen, Leichtathletik, Rollsport, Ski, Tischtennis, Turnen und Volleyball. Die Fußballabteilung wurde im Juli 2021 in den FC Rot-Weiß Koblenz ausgegliedert. Seitdem verfügt TuS Rot-Weiß Koblenz über keine Fußballsparte mehr.

### Leichtathletik
Insbesondere in der Zeit nach dem Zweiten Weltkrieg stellte Rot-Weiß Koblenz zahlreiche deutsche Meister in der Leichtathletik. Bert Steines nahm im Jahre 1956 an den Olympischen Sommerspielen in Melbourne teil. Die folgenden Sportler wurden deutsche Leichtathletikmeister:
- Hubert Huppertz: 1949, 1950 im 400-Meter-Lauf
- Karl Kohlhoff: 1950, 1951, 1952 im 400-Meter-Hürdenlauf
- Herbert Koschel: 1952, 1953, 1954 im Speerwurf
- Hanfried Oertel: 1950, 1952 im Stabhochsprung
- Karl-Heinz Schmalz: 1954 im 3000-Meter-Hindernislauf
- Bert Steines: 1951, 1953, 1954, 1955, 1956 im 200-Meter-Hürdenlauf
- Günther Steines: 1950, 1952 im 800-Meter-Lauf

Darüber hinaus wurde die 4-mal-400-Meter-Staffel 1950 und 1954 deutscher Meister. In der Halle wurden folgenden Koblenzer deutsche Leichtathletikmeister:
- Horst Drum: 1957 im Stabhochsprung
- Herman Lingnau: 1959, 1960, 1961 im Kugelstoßen
- Kurt-Walter May: 1974 im Mehrkampf
- Bert Steines: 1954, 1955, 1956, 1958 im Hürdenlauf

### Fußball
Die Fußballer der TuS Rot-Weiß Koblenz spielten jahrzehntelang lediglich auf lokaler Ebene. Im Jahre 2011 wurde Rot-Weiß Meister der Bezirksliga Mitte und schaffte den Aufstieg in die sechstklassige Rheinlandliga. Dort wurden die Koblenzer in den Jahren 2012 und 2014 jeweils Dritter, bevor sich die Mannschaft im Jahre 2016 vorzeitig die Meisterschaft und den Aufstieg in die Oberliga Rheinland-Pfalz/Saar sichern konnte. Zwei Jahre später gewannen die Rot-Weißen erstmals den Rheinlandpokal durch einen 1:0-Sieg über die TuS Koblenz. Damit qualifizierte sich der Verein für den DFB-Pokal 2018/19. In der Saison 2018/19 konnte Rot-Weiß Koblenz die Meisterschaft in der Oberliga Rheinland-Pfalz/Saar erringen und stieg damit in die Regionalliga Südwest auf. Dort belegte er in der Abschlusstabelle der Saison 2019/20 den letzten bzw. 18. Platz. Da die Saison jedoch aufgrund der COVID-19-Pandemie vorzeitig für beendet erklärt wurde, musste angesichts der besonderen Umstände keine Mannschaft aus der Regionalliga absteigen.
Die Frauenmannschaft spielte von 1997 bis 2000 in der seinerzeit zweitklassigen Regionalliga Südwest. Danach spielte die Mannschaft bis 2007 in der Rheinlandliga, bevor das Team in die Bezirksliga abstieg. Im Jahre 2016 stieg Rot-Weiß auch aus der Bezirksliga ab. Heimspielstätte war bis zum Juli 2018 der Kunstrasenplatz neben dem Stadion Oberwerth. Seit dem Abstieg der TuS Koblenz in die Oberliga Rheinland-Pfalz/Saar teilen sich die zwei Vereine das heimische Stadion. Für Rot-Weiß Koblenz spielen bzw. spielten ehemalige Profispieler wie Jan Hawel und Sören Klappert. Weltenbummler Rudi Gutendorf trainierte in den 1950er Jahren die Rot-Weißen.
Zur Saison 2021/22 wurde die gesamte Fußballabteilung in den neu gegründeten und eigenständigen FC Rot-Weiß Koblenz ausgegliedert.
Erfolge (Herren)
- Meister der Oberliga Rheinland-Pfalz/Saar und Aufstieg in die Regionalliga Südwest: 2019
- Rheinlandpokalsieger: 2018
  - dadurch Teilnahme am DFB-Pokal 2018/19
- Sieger des Qualifikationsspiels für den DFB-Pokal: 2021
- Meister der Rheinlandliga und Aufstieg in die Oberliga Rheinland-Pfalz/Saar: 2016

### Faustball
Die Faustball-Männer wurden in den Jahren 1989, 1991 und 2003 deutscher Meister auf dem Feld und 1994 in der Halle.

### Boxen
Die Boxabteilung von Rot-Weiß Koblenz brachte mit Alpaslan Agüzüm und Bernd Friedrich zwei spätere Profiboxer hervor.